# 154660 Кавелаарс
154660 Кавелаарс (154660 Kavelaars) — астероїд головного поясу, відкритий 29 березня 2004 року.
Тіссеранів параметр щодо Юпітера — 3,825.
Названо на честь канадського астронома Джона Кавелаарса (John J. Kavelaars), (* 1966), котрий брав участь у відкритті багатьох супутників Юпітера, Сатурна, Урана та Нептуна.